# 郭家庄园
郭家庄园，位于中国河北省邯郸市管陶乡管陶村，为邯郸市武安市的一个省级文物保护单位，类型为古建筑，公布时间为2001年2月7日。
郭家庄园建于清末，面积约1600平方米。